# فرياتوس
فيرياتوس (بالبرتغالية: Viriatos‏) هو الاسم الذي أطلق على المتطوعين البرتغاليين الذين قاتلوا مع القوميين في الحرب الأهلية الإسبانية، والاسم هو نسبة إلى الزعيم اللوسيتاني فرياثوس. في الأسابيع الأولى من الحرب حاول الجيش البرتغالي تشكيل فيلق فرياتوس لمساعدة المتمردين الوطنيين في إسبانيا. تم حل الفيلق قبل أن تحدث أي حملة تجنيد بعد أن أقنعت الحوادث المؤيدة للجمهوريين في البرتغال الحكومة بأن التدخل المباشر إلى جانب القوميين قد يتسبب في مزيد من الاضطرابات.
أدت الدعاية الواسعة النطاق التي أُعطيت لفيلق فرياتوس إلى جعل جميع المتطوعين البرتغاليين الذين انضموا لاحقًا مباشرة إلى الفيلق الأجنبي الإسباني أو الميليشيات الكارلية أو كتائب الفلانخي أو وحدات الجيش النظامي حيث عرفوا باسم «فرياتوس».
شارك في تلك الحرب 12,000 برتغالي وفقًا للمؤرخ أنتوني بيفور. أما المؤرخ كريستوفر أوثين فقد ادعى أن الرقم قريب من 8,000. كانت هناك بعثة مراقبة عسكرية برتغالية تضم أعضاء من جميع الفروع الثلاثة للجيش البرتغالي في إسبانيا منذ 1937 فصاعدًا، بهدف مزدوج يتمثل في حماية مصالح المتطوعين البرتغاليين الأجانب وجمع المعلومات حول الدروس المستفادة خلال الحرب الأهلية.
على الرغم من أن البعثة رسميًا لم يكن لها أي دور قتالي، إلا أن كتيبتها الجوية شاركت في مهام قتالية.